# Mario de la Madrid
Mario de la Madrid de la Torre fue un político y maestro mexicano. (Colima, Colima, 8 de octubre de 1937, 20 de agosto de 2021), siendo hijo de Miguel de la Madrid Béjar y Carmen de la Torre Fernández. Fue rector de la Universidad de Colima del 1 de julio de 1968 al 8 de octubre de 1970. Durante su gestión se iniciaron las obras de construcción de lo que hoy es conocido como Campus Central o Campus Colima. Se creó el Centro de Investigaciones Históricas y se instituyó el aguinaldo y los quinquenios para los trabajadores. Además antes de ser rector fungió como director de la Facultad de Derecho de la Universidad de Colima.
| Predecesor: Ángel Reyes Navarro | Rector de la Universidad de Colima 1968 - 1970 | Sucesor: José Reyes Llerenas Ochoa |

- Datos: Q5999153